# Zarzosa de Río Pisuerga
Zarzosa de Río Pisuerga ist ein Ort und eine Gemeinde (municipio) mit 31 Einwohnern (Stand: 2024) in der Provinz Burgos in der nordspanischen Autonomen Region Kastilien-León. Die Gemeinde gehört zur Comarca Odra-Pisuerga. 

## Lage
Zarzosa de Río Pisuerga liegt in der kastilischen Hochebene (meseta) in einer Höhe von etwa 828 Metern ü. d. M. und etwa 65 Kilometer in westnordwestlicher Entfernung von der Stadt Burgos am Río Pisuerga. 

## Bevölkerungsentwicklung
| Jahr      | 1910 | 1930 | 1950 | 1970 | 1981 | 1991 | 2001 | 2011 | 2021 |
| Einwohner | 297  | 262  | 293  | 152  | 73   | 81   | 57   | 36   | 34   |

## Wirtschaft
Die Region ist seit Jahrhunderten wesentlich von der Landwirtschaft geprägt; die Bewohner früherer Zeiten lebten hauptsächlich als Selbstversorger, aber auch Handwerk und Kleinhandel spielten eine Rolle. Ein Schwerpunkt lag auf der Anzucht von Bäumen aller Art, die letztlich in ganz Zentralspanien angepflanzt wurden.

## Sehenswürdigkeiten
- Kirche Inmaculada Concepción
- Einsiedelei San Miguel
- Bogenbrücke